# أنجيلا مارتيني
أنجيلا مارتيني (بالألبانية: Angela Martini) هي متسابقة ملكة الجمال وعارضة ألبانية، ولدت في 23 مايو 1986 في شقودرة في ألبانيا.

## روابط خارجية
- أنجيلا مارتيني على موقع IMDb (الإنجليزية)
- أنجيلا مارتيني على موقع دليل عارضات الأزياء (الإنجليزية)